# Metastelma herzogii
Metastelma herzogii är en oleanderväxtart som beskrevs av Rudolf Schlechter. Metastelma herzogii ingår i släktet Metastelma och familjen oleanderväxter. Inga underarter finns listade i Catalogue of Life.